# Yamfudin
Yamphudin (en népalais : याम्फुदिन) est un comité de développement villageois du Népal situé dans le district de Taplejung. Au recensement de 2011, il comptait 730 habitants.